# 대한민국 상법 제353조
대한민국 상법 제353조는 주주명부의 효력에 대한 상법 회사법의 조문이다.

## 조문
제353조 (주주명부의 효력)
①주주 또는 질권자에 대한 회사의 통지 또는 최고는 주주명부에 기재한 주소 또는 그 자로부터 회사에 통지한 주소로 하면 된다.

②제304조제2항의 규정은 전항의 통지 또는 최고에 준용한다.

## 같이 보기
- 주주명부